# Kitzler-Studienbuch

Le Kitzler-Studienbuch [Cahier d'études Kitzler] est un cahier d'exercice autographe d'Anton Bruckner écrit lorsqu'il prenait des cours à Linz, avec le chef d'orchestre et violoncelliste Otto Kitzler. Bruckner, de dix ans son aîné, essayait de compléter ses connaissances dans la forme musicale et l'Instrumentation avec Kitzler, après ses études avec Simon Sechter.

## Description

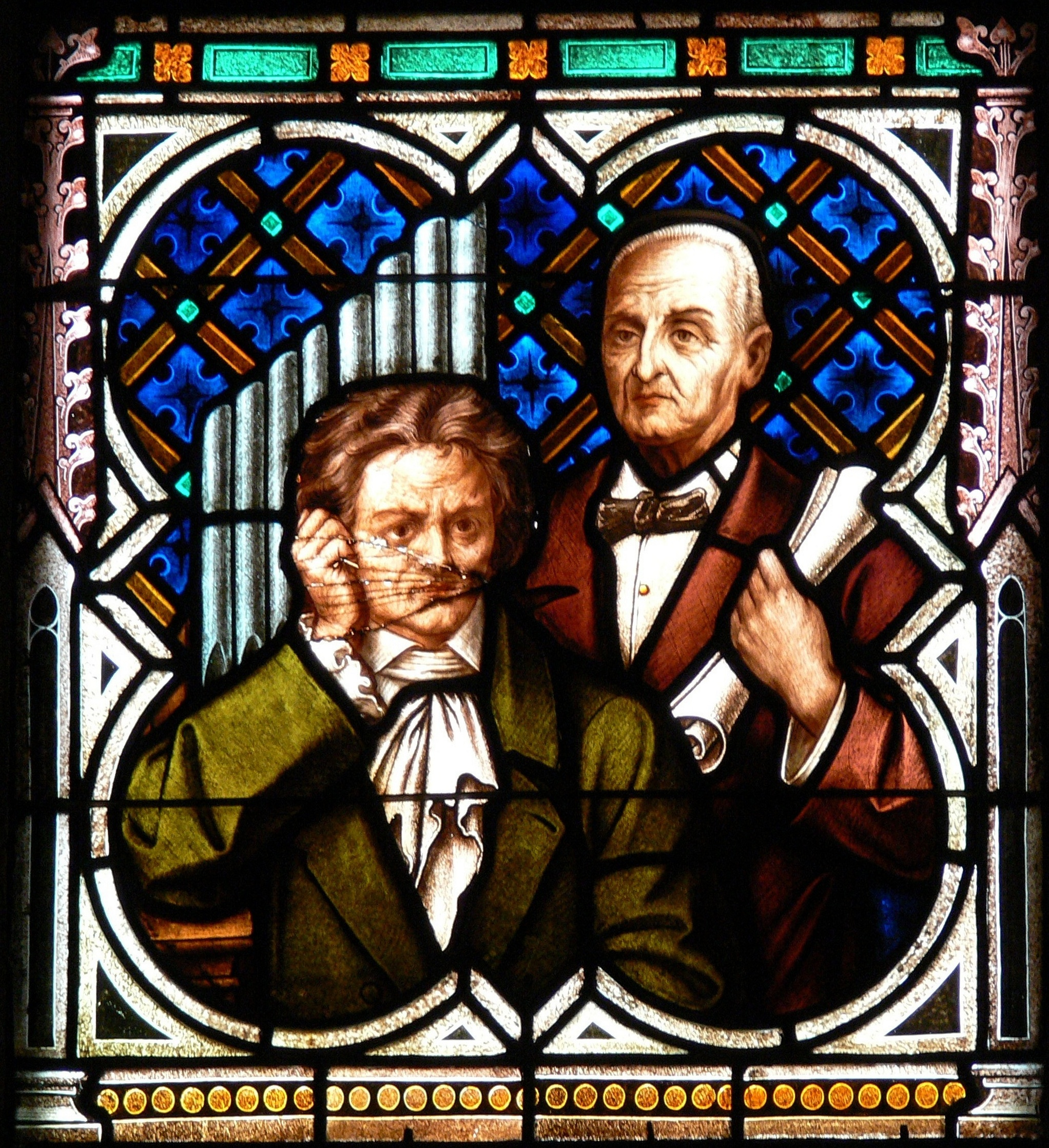
Beethoven et Bruckner sur un vitrail de la cathédrale de Linz.

Le cahier d'exercice est composé de 163 pages de tailles différentes en format paysage (326 pages numérotées) dans l'ordre chronologique, certaines d'entre elles, datées : de H[eilige] Nacht anno [1]861 (Nuit de Noël, 1861) à la page 30, au 10 juillet 1863, page 325,. Le cahier contient des esquisses manuscrites, des commentaires, des compositions complètes et partielles, qui affichent une scolarité rigoureuse dans l'assimilation de la forme musicale et l'instrumentation.
Les premières entrées p. 1-18 sont des exercices de forme musicale : cadences et périodes. Elles sont suivies p. 18-57 par des lieder de forme binaire et ternaire, et p. 58-218 des pièces pour piano et quatuor à corde : valse, polka, mazurka, études, thème et variations, rondo, forme sonate, etc., avec le Quatuor à cordes en ut mineur et son Rondo additionnel.
Les exercices de formes sont suivis p. 218-250 par des exercices d'instrumentation, entre autres l'orchestration du premier mouvement de la Sonate « Pathétique » de Beethoven, et p. 251-326 par les premières compositions pour orchestre de Bruckner : les Quatre pièces pour orchestre (Marche en ré mineur et Trois pièces pour orchestre) et les esquisses pour l'Ouverture en sol mineur et pour la Symphonie en fa mineur,.
| « Das Kitzler-Studienbuch fasziniert wegen seiner historischen Einblicke in die Geschichte der musikalischen Ausbildung im 19. Jahrhundert sowie wegen der historischen und theoretischen Bedeutung von Terminologie und Umfang der darin erhaltenen Übungen. Nicht zuletzt ist dieses Manuskript unverzichtbar für die Untersuchungen über Bruckner Arbeitsweise. » |  |  | « Le Kitzler-Studienbuch est fascinant par son aperçu de l'histoire de l'apprentissage musical au cours du dix-neuvième siècle, de même que par la signification historique et théoretique de la terminologie et la taille des exercices qui y sont conservés. Et non le moindre, ce manuscrit est essentiel pour la recherche sur le mode opératoire de Bruckner[2]. » |

## Contenu
Liste non exhaustive :
- O habt die Thräne gern (1re monture), WAB 205 : p. 18–19
- Nachglück (1re monture), WAB 204 : p. 19
- Herzeleid, WAB add 232 : p. 20
- Nachglück (2e monture), WAB add 235 : p. 21
- Vor der schlummernden Mutter, WAB 206 : p. 22
- Des Baches Frühlingsfeier, WAB 202 : p. 23
- Wie neid ich Dich, du stolzer Wald, WAB 207 : p. 24
- Valse pour piano en mi-bémol majeur, WAB 224/1 : p. 25
- Valse  pour piano en ut majeur, WAB 224/2 : p. 26
- Quatre polkas pour piano ut majeur, WAB 221  : p. 27-28
- Galop pour piano ut majeur, WAB add 239 : p. 29
- Mazurka pour piano en la mineur, WAB 218 : p. 29
- Menuet pour piano en ut majeur, WAB 219 : p. 30
- Menuet et Trio pour piano en sol majeur, WAB 220 : p. 35
- Marche pour piano en ut majeur, WAB 217/1 : p. 36
- Marche pour piano en ré mineur, WAB 214/2 : p. 37
- Duo pour piano en la mineur, WAB 213 : p. 39
- Marche pour piano en fa majeur, WAB 217/3 : p. 41
- O habt die Thräne gern (2e monture), WAB add 236 : p. 42
- Last des Herzens, WAB add 234 : p. 43
- Es regnet (esquisse), WAB add 231 : p. 46–47
- Wunsch (esquisse), WAB add 238 : p. 47–48
- Andante pour piano en mi-bémol majeur, WAB 211/1 : p. 49
- Andante pour piano en ré mineur, WAB 211/2 : p. 50–51
- Six rondos pour quatuor à cordes, WAB 209 
  - Scherzo en ut majeur : p. 58-59
  - Scherzo en ré mineur : p. 60-61 ; variante p. 63-64
  - Scherzo en la mineur : p. 61-62 ; variante p. 65
  - Scherzo en ut majeur : p. 62
  - Scherzo en fa majeur : p. 66-70
  - Scherzo en sol mineur : p. 70–76
- Étude pour piano en sol majeur, WAB 214 : p. 77-78
- Étude chromatique pour piano en fa majeur, WAB 212 : p. 79–80
- Cinq Thèmes et variations pour piano, WAB 223
  - Thème et variations en sol majeur : p. 81
  - Thème et variations en la majeur : p. 82–83
  - Thème et variations en la majeur : p. 84 ; suite p. 86
  - Thème et variations en sol majeur : p. 84–85
  - Thème et variations en sol majeur : p. 87–90
- Thème et variations pour quatuor à cordes, WAB 210 : p. 91–104
- Sept rondos pour piano, WAB 222 :
  - Rondo en sol majeur : p. 105-108
  - Rondo en ut mineur : p. 109-111
  - Rondo en ré mineur : p. 112-115
  - Rondo en fa majeur : p. 116-121
  - Rondo en sol majeur : p. 122-125 ; variante p. 136
  - Rondo en mi mineur : p. 126-129
  - Rondo en mi bémol majeur : p. 130-134 ; variante p. 137
- Cinq Sonatenentwürfen (Esquisses de sonate) pour piano, WAB add 242 : p. 140–156
- Sonatensatz (Mouvement de sonate) pour piano en sol mineur, WAB add 243 : p. 157–164
- Quatuor à cordes en ut mineur, WAB 111 : p. 165–196
- Rondo en ut mineur pour quatuor à cordes, WAB 208 : p. 197–206
- Der Trompeter an der Katzbach, WAB 201: p. 207–213
- Quatre fantaisies pour piano, WAB 215
  - Fantaisie en ré mineur : p. 213–214
  - Fantaisie en ut mineur : p. 215–216
  - Fantaisie en mi bémol majeur : p. 216–217
  - Fantaisie en fa majeur : p. 217–218
- Cinq Klavierstücke, WAB 216 : p. 225–227
- Orchestration du premier mouvement de la Sonate pathétique de Beethoven, WAB add 266 : p. 234-250
- Marche en ré mineur, WAB 96 : p. 251–265
- Trois pièces pour orchestre, WAB 97 : p. 266–286
- Ouverture en sol mineur pour orchestre, WAB 98 (esquisse), : p. 287–301
- Symphonie Entwurf en ré mineur, WAB add 244 (20 esquisses): p. 303–306 et p. 311–313[5]
- Symphonie en fa mineur, WAB 99 (esquisses) : p. 304–326

## Édition et exécutions
Jusqu'en 2015, seules quelques-unes des compositions du cahier d'étude étaient publiées : le Quatuor à cordes, WAB 111 et de le Rondo en ut mineur, WAB 208 (transcription autorisée à Leopold Nowak),, le mouvement de sonate pour piano en sol mineur, WAB 243 (transcription autorisée à Walburga Litschauer) et les Quatre pièces pour orchestre, WAB 96-67 (publiées à partir d'une transcription donnée par Bruckner à Cyrill Hynais).
Le Cahier d'études Kitzler, d'abord possession de l'élève de Bruckner, Ferdinand Löwe, était ensuite entre les mains de Margarethe Mugrauer – petite-fille de Josef Schalk — à Bamberg, qui l'a légué à sa fille, Traudl Kress à Munich. En 2013, la Bibliothèque nationale autrichienne a pu acquérir le précieux manuscrit original. En 2015, le MWV (Musikwissenschaftlicher Verlag der Internationalen Bruckner-Gesellschaft) a publié un fac-similé en couleurs du manuscrit fournissant une source importante pour l'étude et la recherche.
Le 30 avril 2016, l'Orchestergemeinschaft de Nürnberg a réalisé la première de l'orchestration de la Sonate pathétique, WAB 266. D'autres exécutions ont eu lieu les 6 et 7 octobre 2017 à Austin, Texas par Colin Mawby à la tête de l'Orchestre Symphonique d'Austin, et  le 14 août 2021 durant les  « journées brucknériennes » (Brucknertage) de 2021 dans la Marmorsaal de l'abbaye de Saint-Florian par Jan Latham König à la tête de l'Altomonte Orchester.
Le 28 mai 2016, une transcription pour orchestre à cordes du Scherzo en sol mineur pour quatuor à cordes a été exécutée par Benjamin-Gunnar Cohrs à la tête du Göttinger Barockorchester. La version originale des deux Scherzos en fa majeur et sol mineur pour quatuor à cordes, WAB 209 a eu sa première par l'ensemble Bruckners Kammermusik à Tokyo le 8 mars 2019.
En 2018, une première de treize pièces pour piano du Kitzler-Studienbuch a été enregistrée par Ana-Marija Markovina. En 2019, Francesco Pasqualotto a enregistré 21 pièces pour piano du Kitzler-Studienbuch, dont 10 sont des premiers enregistrements. En 2021, Todor Petrov a enregistré 39 pièces pour piano du Kitzler-Studienbuch, dont une première de la Marche en F majeur, WAB 217/3, des Rondos en do et en ré mineur, WAB 222/2-3, et de la première des Cinq pièces, WAB 216. En 2022, Christoph Eggner a enregistré 24 pièces pour piano du Kitzler-Studienbuch – dont une première du Rondo en sol majeur, WAB 222/5 – sur un pianoforte Bösendorfer restauré ayant appartenu à Bruckner. En 2024, Mari Kodama a enregistré 10 pièces pour piano du the Kitzler-Studienbuch).
Le 5 octobre 2019, deux lieder du Kitzler-Studienbuch (O habt die Thräne gern, WAB 205, et Vor der schlummernden Mutter, WAB 206) ont été enregistrés au cours de la lecture Böck ist Bruckner II.
Le 2 juillet 2022, Ricardo Alejandro Luna a dirigé le Bolton Symphony Orchestra lors de la première mondiale des 20 Esquisses pour le 1er mouvement d'une symphonie en ré mineur, WAB add 244. Ces vingt esquisses ont été au préalable transcrites, harmonisées, complétées et orchestrées par Maestro Luna.
Le 13 août 2023, Matthias Giesen a créé le Thème et variations pour quatuor à cordes, WAB 210, avec les cordes de l’Altomonte-Orchester St Florian lors du concert d’ouverture des St. Florianer Brucknertage 2023. Un an plus tard, un enregistrement par le Quatuor Diotima a été édité.
Le 1er octobre 2024, le Quatuor Danel a interprété au Brucknerhaus Linz une intégrale des compositions pour quatuor à cordes composées pendant la période Kitzler, y compris une création des n° 1 à 4 des Six Scherzos pour quatuor à cordes, WAB 209.

## Discographie
Orchestration du premier mouvement de la Sonate pathétique de Beethoven
- Christian Hutter, Früjahrskonzert (30 April 2016), Nuremberg Symphony Orchestra — Orchester-Gemeinschaft Nüremberg CD, 2016[18]

Pièces pour piano du Kitzler-Studienbuch

Un total de 43 pièces pour piano du Kitzler-Studienbuch a été jusqu’ici enregistré. 
- Ana-Marija Markovina et Rudolf Meister, Anton Bruckner (1824 - 1896), Piano Works – CD : Hänssler Classic, HC17054, 2018 (avec première de 13 pièces pour piano du Kitzler-Studienbuch)
- Francesco Pasqualotto, Bruckner Complete Piano Music – CD : Brilliant Classics 95619, 2019 (avec 21 pièces pour piano du Kitzler-Studienbuch, dont 10 premières)
- Todor Petrov, Bruckner - L'œuvre pour piano seul - CD : Forgotten Records FR 1998/9, 2021 (avec 39 pièces pour piano du  Kitzler-Studienbuch, dont 18 premières)
- Christoph Eggner, Anton Bruckner - Klavierstücke aus dem Kitzler-Studienbuch  - CD Gramola 99282, 2023 (24 pièces pour piano du Kitzler-Studienbuch, dont une première du Rondo en sol majeur, WAB 222/5)
- Mari Kodama Bruckner Piano Works – SACD PENTATONE PTC 5187 224, 2024 (avec 10 pièces pour piano du the Kitzler-Studienbuch)

Lieder du Kitzler Study Book
- Böck liest Bruckner II - Anton Bruckner Briefe und Musik (5 octobre 2019) - CD Gramola 99237, 2020 - avec les lieder O habt die Thräne gern, WAB 205 et Vor der schlummernden Mutter, WAB 206 par Elisabeth Wimmer

Thème et variations pour quatuor à cordes, WAB 210
- Quatuor Diotima. Bruckner & Klose String Quartets, Pentatone LC 868, 2024